# The Same Star
The Same Star este un single al Ruslanei din anul 2005. Melodia cu același nume a fost interpretată la Eurovision 2005 în timpul votării.

## Lista de melodii de pe single
1. "The Same Star [Intro]
2. "The Same Star [Album version]
3. "Skazhy Meni [Ukrainian album version]
4. "Skazhy Meni [House mix]
5. "Skazhy Meni [Hard & Phatt mix]
6. "The Same Star [Club mix]
7. "The Same Star [Instrumental]
8. "The Same Star [Brass and strings mix]
9. "The Same Star [Acapella mix]

## Chart-uri
| Single              | Chart                    | Poziția |
| ------------------- | ------------------------ | ------- |
| The Same Star       | Top 40 Ucraina           | 1       |
| The Same Star       | UltraTop 50 Belgia       | 1       |
| The Same Star       | Chart-ul României        | 1       |
| The Same Star Remix | Top 40 Ucraina           | 1       |
| The Same Star       | Top 100 (oficial) Europa | 9       |